# Aplocera fraudulentata
Aplocera fraudulentata là một loài bướm đêm trong họ Geometridae.